# Helen Stewart
Helen Stewart, voller Name Helen Jane Wiser Stewart (geb. 16. April 1854 in Springfield, Illinois; gest. 6. März 1926 in Las Vegas), war eine amerikanische Pionierin und war maßgeblich an der Gründung der Stadt Las Vegas beteiligt.

## Leben
Stewarts Vater, Hiram Wiser, zog auf der Suche nach Gold mit seiner Familie 1863 nach Sacramento, wo Helen zur Schule ging und zuletzt das Woodland College in Yolo County besuchte. Im Alter von 18 Jahren heiratete sie den 38 Jahre alten Archibald Stewart, der in Lincoln County (Nevada) eine Ranch und ein Frachtgeschäft betrieb. 1876 zog die Familie in die Hauptstadt des Countys, Pioche. 1879 verlieh Stewart 5000 $ an Octavius Decatur Gass, der im Tal von Las Vegas nahe einem 1855 aufgegebenen ehemaligen Fort der Mormonen eine Farm betrieb. Ein Jahr später kaufte er die Farm mit dem Plan, sie rentabel zu bewirtschaften und mit seiner Frau und ihren inzwischen zwei Söhnen dort zu leben.
Helen war bei dem Gedanken, auf eine einsame Ranch in die Wüste zu ziehen, zunächst entsetzt. Sie fand an dem Leben als Rancherin aber bald Gefallen, nicht zuletzt, weil die an einem Wasserlauf gelegene Ranch oft von Reisenden besucht wurde, besonders von Frauen. Die Stewarts bauten auch Wein zum Verkauf an, in ertragreichen Jahren konnten bis zu 600 Gallonen Wein gewonnen werden.
1884 kam ihr Mann bei einem Schusswechsel mit einem Auftragskiller ums Leben. Stewart wollte die Ranch danach zunächst verkaufen, weil sie sich Sorgen um die Bildung ihrer inzwischen fünf Kinder machte. Obwohl sie mit dem Kaufpreis nachgab, gelang es ihr nicht, einen Käufer zu finden. 1889 begannen die Grundstückspreise im Tal aber durch Planungen eines Eisenbahnbaus rapide zu steigen. Stewart verlieh jetzt 100 Kühe an ihren Vater und ihren Schwager, die in der Zwischenzeit nach Las Vegas gekommen waren. Kurze Zeit später kam der Pädagoge und Oxford-Absolvent James Ross Megarrigle aus dem benachbarten Pioche nach Las Vegas und wurde erster Lehrer im neu gegründeten Las Vegas School District. Er unterrichtete auch die Kinder von Helen Stewart. 1894 starb er an Influenza.
Bereits 1886 war Frank Roger Stewart, nicht mit Archibald Stewart verwandt, der in Sandy Valley einen Laden und ein Postamt betrieben hatte, nach Las Vegas  gekommen. Er baute eine Beziehung zu Helen auf und heiratete sie 1903. Bereits 1893 war Helen zum „Postmaster“ des „Los Vegas Post Office“ ernannt worden, die Behörden bestanden auf der Falschschreibung des Ortsnamens, um ein Verwechslung mit dem gleichnamigen Ort in New Mexico zu vermeiden, der damals größer war. Nach dem Tod Megarrigles machte Stewart sich wieder Sorgen um die Bildung ihrer Kinder und schickte sie für eine gute Schulbildung nach Los Angeles. Ihr jüngster Sohn sehnte sich aber nach der Ranch zurück und nutzte einen Ausflug in die Innenstadt, bei dem er seine Begleiter verlor, für einen Versuch, von der Polizei wieder nach Nevada gebracht zu werden. Seine Mutter redete ihm jedoch gut zu, daraufhin blieb er in Los Angeles und ging weiter dort zur Schule. 1899 kam er aber bei einem Besuch auf der Ranch bei einem Reitunfall im Alter von 15 Jahren ums Leben.

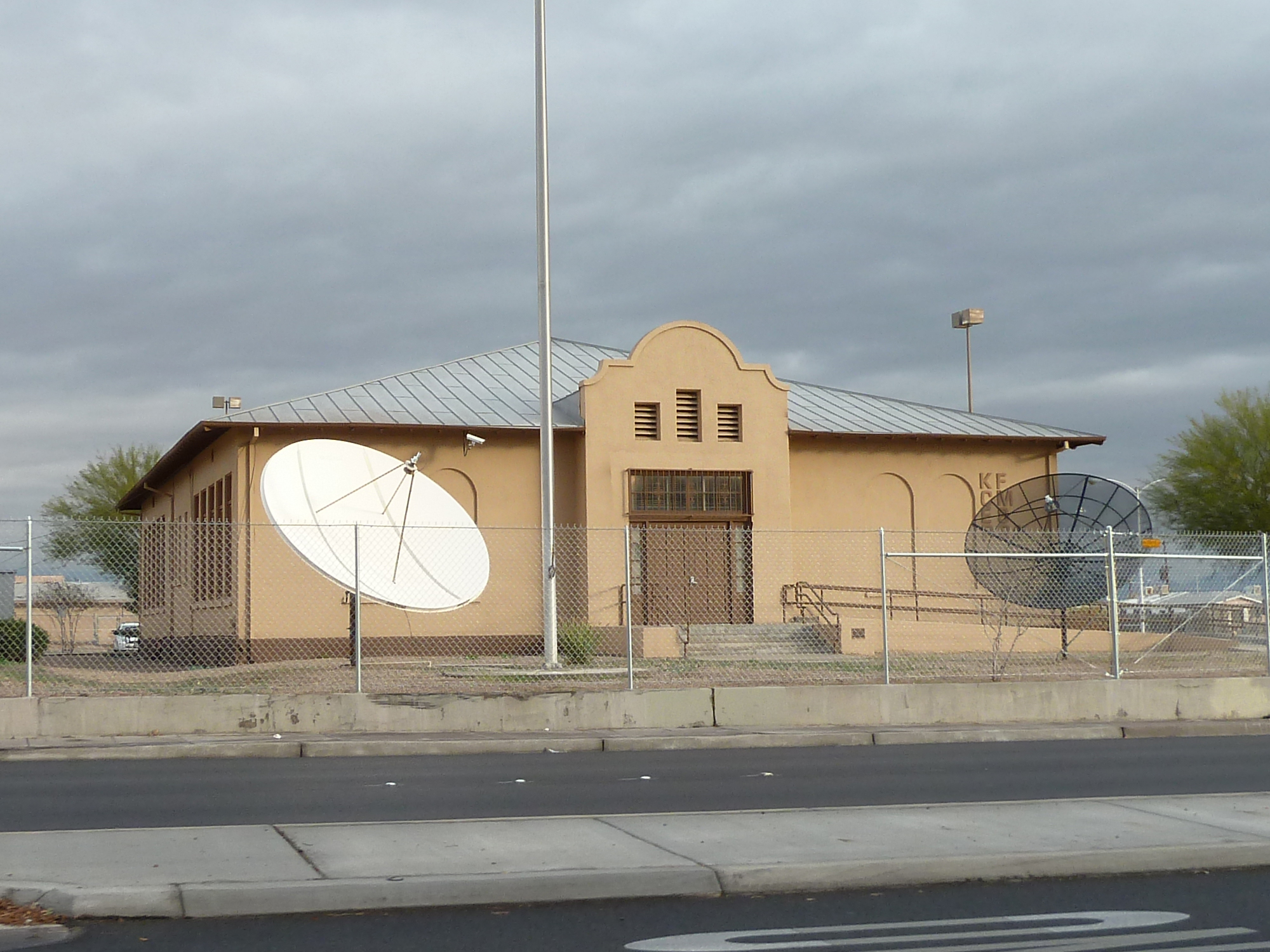
Die Las Vegas Grammar School, für deren Bau Helen Stewart Land zur Verfügung stellte

1902 verkaufte Stewart 742 ha ihres Ranchlands für 55.000 $ an die Los Angeles and Salt Lake Railroad. Zwei Monate später verstarb ihr Vater nach einem Ausflug nach Los Angeles an Lungenentzündung. 1905 versteigerte die Eisenbahngesellschaft einen Teil des von ihr gekauften Ranchlands, dieser wurde zur Keimzelle der Stadt Las Vegas. Einen Teil des Landes, das ihr geblieben war, stellte Stewart 1911 für eine Reservation der Paiute-Indianer zur Verfügung. 1915 wurde sie die erste Frau in der Schulbehörde von Clark County und 1916 die erste Frau in einer Jury dieses Countys.
Am 6. März 1926 starb sie an Krebs. Sie wurde unter großer Anteilnahme der Bevölkerung auf der Familiengrabstätte auf ihrer ersten Ranch beigesetzt.